# MSR Houston
El Motor Speedway Resort Houston o MSR Houston es una pista de carreras de autos en Angleton, Estados Unidos. Fue inaugurado en 2005. El circuito albergo las 24 Horas de Lemons y al Campeonato NACAM de Fórmula 4.

## Trazado

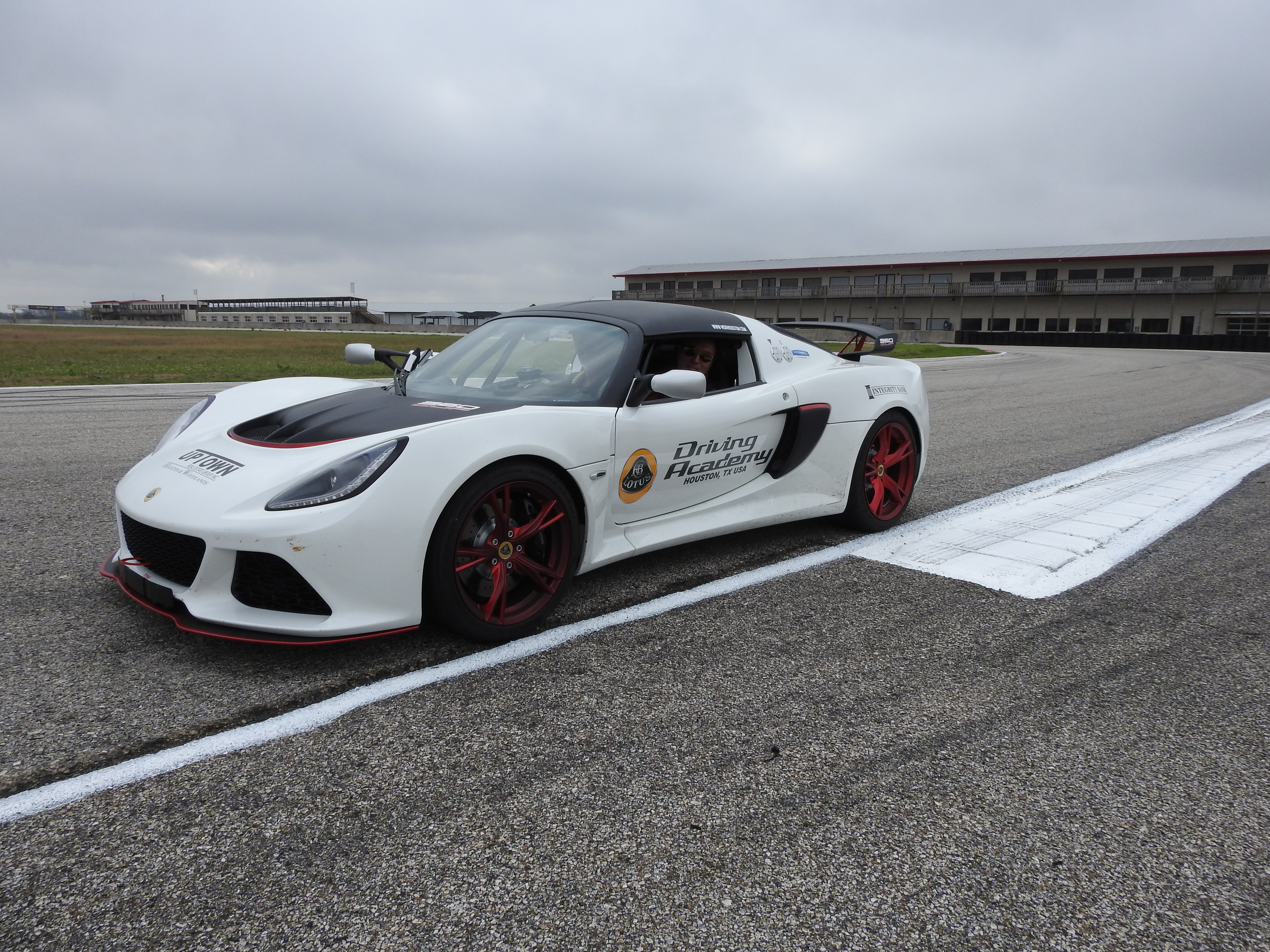
Un coche de Lotus en la pista.

La pista principal de 17 vueltas y 3,83 km tiene 12 m de ancho y se conduce en sentido antihorario o en sentido horario. La instalación tiene una pista de karting separada de 1,2 km con giros inclinados también con 17 giros, una pista de rally de 100 acres de tamaño y una plataforma de deslizamiento de 8400 m2.
En el circuito tienen su sede las siguientes escuderías: Hands On Driving Academy, DESports Racing, WildWing America, Tramontana America y Spec Racer Sports.

## Ganadores

### Campeonato NACAM de Fórmula 4
| Año  | Piloto               | Equipo              |
| ---- | -------------------- | ------------------- |
| 2021 | Lucas Medina         | Ram Racing          |
| 2021 | José Andrés Martínez | Scuderia Martiga EG |
| 2021 | Kory Enders          | Scuderia Martiga EG |
| 2021 | Kory Enders          | Scuderia Martiga EG |
| 2021 | Alejandro Berumen    | Ram Racing          |
| 2021 | Lucas Medina         | Ram Racing          |